# (9446) Cicero
(9446) Cicero ist ein Asteroid des Hauptgürtels, der am 3. Mai 1997 vom belgischen Astronomen Eric Walter Elst am La-Silla-Observatorium (IAU-Code 809) der Europäischen Südsternwarte in Chile entdeckt wurde.
Der Asteroid gehört zur Themis-Familie, einer Asteroiden-Familie, die nach (24) Themis benannt ist.
Der Asteroid wurde am 4. Mai 1999 nach dem römischen Politiker, Anwalt, Schriftsteller und Philosophen Marcus Tullius Cicero (106 v. Chr.–43 v. Chr.) benannt, dem berühmtesten Redner Roms und Konsul im Jahr 63 v. Chr., der als der bedeutendste Vertreter des philosophischen Eklektizismus in der Antike gilt.